# Mouzon, Ardennes
Mouzon är en kommun i departementet Ardennes i regionen Grand Est (tidigare regionen Champagne-Ardenne) i nordöstra Frankrike. Kommunen ligger  i kantonen Mouzon som ligger i arrondissementet Sedan. År 2018 hade Mouzon 2 050 invånare.

## Befolkningsutveckling
Antalet invånare i kommunen Mouzon
Referens: INSEE